# Teodorico I di Lusazia
Teodorico I, in tedesco Dietrich, (990 circa – 19 novembre 1034) fu margravio di Lusazia dal 1032 alla morte, il primo della dinastia Wettin.

## Biografia
Era l'unico figlio del conte Dedi I, conte di Wettin (950 circa -1009) e della moglie Thietburga, figlia del conte Teodorico di Haldensleben, primo margravio della marca del Nord. Teodorico era quindi un nipote del progenitore dei Wettin, Teodorico I.
Nel Natale del 1009, a seguito dell'uccisione del padre nel corso di una feroce guerra contro il margravio Guarniero/Werner della marca del Nord, Teodorico fu investito della contea di Wettin nell'Hassegau sassone, con il nome di Teodorico II, dal re Enrico II a Pöhlde. Dal 1015, fu anche conte della vicina Schwabengau. Alla morte di suo zio Federico I, che era morto senza eredi maschi nel 1017, ereditò Eilenburg e Brehna. Nel 1018 Teodorico e suo cognato, il margravio Ermanno I di Meißen, assistettero alla pace di Bautzen tra l'imperatore Enrico II e il sovrano polacco Bolesław I il Coraggioso, ponendo fine alla lunga guerra tedesco-polacca.
A partire dal 1029 l'imperatore Corrado II riprese le ostilità contro la Polonia. Il figlio e successore di Bolesław, Mieszko II, perse la Lusazia e alla fine dovette rinunciare alle sue pretese nel trattato di Merseburgo del 1033. Secondo le cronache dell'Annalista Saxo, Teodorico ebbe un ruolo chiave nella campagna dell'imperatore e poté succedere al margravio Odo II nella marca di Lusazia nel 1032. Tuttavia si guadagnò l'odio di suo cognato Eccardo II di Meißen, il quale fece uccidere Teodorico dai suoi uomini, impadronendosi della marca di Lusazia.
I restanti possedimenti di Teodorico furono divisi tra i suoi figli. Come conte di Eilenburg, gli successe il figlio maggiore Dedi, che divenne anche margravio di Lusazia dopo la morte di Eccardo II di Meißen nel 1046.

## Matrimonio e figli
Teodorico sposò Matilda, figlia del margravio Eccardo I di Meißen della stirpe degli Eccardingi. Ebbero sette figli:
- Dedi (circa 1010–1075), il figlio maggiore, che margravio di Lusazia;
- Federico I (circa 1020-1084), cancelliere di Enrico IV[5] e poi vescovo di Münster dal 1063 alla morte;
- Thimo (circa 1034–1101 circa), conte di Wettin;
- Gero (circa 1020–1089), conte di Brehna;
- Corrado († 1040), conte di Camburg, che sposò Othildis di Katlenberg († 1145), figlia di Teodorico I di Katlenburg. Essi ebbero Bertrada, che sposò Berengario di Turingia, figlio di Luigi il Barbuto;
- Rikdag;
- Ida (Hidda), che sposò il duca Spytihněv II di Boemia.

## Ascendenza
|                                                       |                                       |                         | Genitori                                    |  |  | Nonni |  |  | Bisnonni |  |  | Trisnonni |  |
|                                                       |                                       |                         |                                             |  |  |       |  |  | …        |  |  | …         |  |
|                                                       |                                       |                         |                                             |  |  |       |  |  | …        |  |  | …         |  |
|                                                       |                                       | …                       |                                             |  |  |       |  |  | …        |  |  |           |  |
| Teodorico I, conte di Wettin                          |                                       |                         |                                             |  |  |       |  |  | …        |  |  |           |  |
|                                                       |                                       | …                       | …                                           |  |  |       |  |  |          |  |  |           |  |
|                                                       |                                       | …                       | …                                           |  |  |       |  |  |          |  |  |           |  |
|                                                       |                                       | …                       | …                                           |  |  |       |  |  |          |  |  |           |  |
| Dedi I, conte di Wettin                               |                                       | …                       |                                             |  |  |       |  |  |          |  |  |           |  |
|                                                       |                                       | …                       | …                                           |  |  |       |  |  |          |  |  |           |  |
|                                                       |                                       | …                       | …                                           |  |  |       |  |  |          |  |  |           |  |
|                                                       |                                       | …                       | …                                           |  |  |       |  |  |          |  |  |           |  |
| Jutta di Merseburgo                                   |                                       | …                       |                                             |  |  |       |  |  |          |  |  |           |  |
|                                                       |                                       | …                       | …                                           |  |  |       |  |  |          |  |  |           |  |
|                                                       |                                       | …                       | …                                           |  |  |       |  |  |          |  |  |           |  |
|                                                       |                                       | …                       | …                                           |  |  |       |  |  |          |  |  |           |  |
| Teodorico I, margravio di Lusazia                     |                                       | …                       |                                             |  |  |       |  |  |          |  |  |           |  |
|                                                       | Wichmann I il Vecchio, conte di Stade | Billung                 |                                             |  |  |       |  |  |          |  |  |           |  |
|                                                       | Wichmann I il Vecchio, conte di Stade | Billung                 |                                             |  |  |       |  |  |          |  |  |           |  |
|                                                       | Wichmann I il Vecchio, conte di Stade | …                       |                                             |  |  |       |  |  |          |  |  |           |  |
| Teodorico di Haldensleben, margravio della marca Nord | Wichmann I il Vecchio, conte di Stade |                         |                                             |  |  |       |  |  |          |  |  |           |  |
|                                                       |                                       | Frederuna di Ringelheim | Teodorico di Ringelheim, conte di Vestfalia |  |  |       |  |  |          |  |  |           |  |
|                                                       |                                       | Frederuna di Ringelheim | Teodorico di Ringelheim, conte di Vestfalia |  |  |       |  |  |          |  |  |           |  |
|                                                       |                                       | Frederuna di Ringelheim | Rinilde di Frisia                           |  |  |       |  |  |          |  |  |           |  |
| Thietburga di Haldensleben                            |                                       | Frederuna di Ringelheim |                                             |  |  |       |  |  |          |  |  |           |  |
|                                                       |                                       | …                       | …                                           |  |  |       |  |  |          |  |  |           |  |
|                                                       |                                       | …                       | …                                           |  |  |       |  |  |          |  |  |           |  |
|                                                       |                                       | …                       | …                                           |  |  |       |  |  |          |  |  |           |  |
| …                                                     |                                       | …                       |                                             |  |  |       |  |  |          |  |  |           |  |
|                                                       |                                       | …                       | …                                           |  |  |       |  |  |          |  |  |           |  |
|                                                       |                                       | …                       | …                                           |  |  |       |  |  |          |  |  |           |  |
|                                                       |                                       | …                       | …                                           |  |  |       |  |  |          |  |  |           |  |
|                                                       |                                       | …                       |                                             |  |  |       |  |  |          |  |  |           |  |